# Bibliothek arabischer Klassiker
Bibliothek arabischer Klassiker ist der Titel einer von dem Orientalisten Gernot Rotter herausgegebene Buchreihe von bedeutenden arabischen Erzählern. Die Übersetzungen stammen von Gernot Rotter, Annemarie Schimmel, Alma Giese, Regina Günther und Hartmut Fähndrich. Von der auf 15 Bände angelegten Reihe erschienen von 1976 bis 1986 insgesamt zehn Bände in der edition erdmann.
1988 erschien unter dem Titel Bibliothek arabischer Erzähler eine Taschenbuchausgabe im Goldmann Verlag.

## Reihentitel
- Bd. 1: Ibn Ishaq: Das Leben des Propheten. 1976. ISBN 3-7711-0247-2
- Bd. 2: Abu l-Faradsch: Und der Kalif beschenkte ihn reichlich. Auszüge aus dem „Buch der Lieder“. 1977. ISBN 3-7711-0248-0
- Bd. 3: Al-Mas'udi: Bis zu den Grenzen der Erde. Auszüge aus dem „Buch der Goldwäschen“. 1978. ISBN 3-7711-0291-X
- Bd. 4: Usama ibn Munqidh: Ein Leben im Kampf gegen die Kreuzritterheere. 1978. ISBN 3-7711-0302-9
- Bd. 5: al-Hamadhani: Vernunft ist nichts als Narretei. 1982. ISBN 3-88639-507-3
- Bd. 6: Anonym: Löwe und Schakal. Altarabische Fabeln. 1980. ISBN 3-7711-0315-0
- Bd. 7: Ibn Challikan: Die Söhne der Zeit. Auszüge aus dem biographischen Lexikon „Die Großen, die dahingegangen“. 1984. ISBN 3-522-62070-4
- Bd. 8: nicht erschienen?
- Bd. 9: nicht erschienen?
- Bd. 10: Ibn Dschubair: Tagebuch eines Mekkapilgers. 1985. ISBN 3-522-62100-X
- Bd. 11: Al-Qazwini: Die Wunder des Himmels und der Erde. 1986. ISBN 3-522-62110-7
- Bd. 12: nicht erschienen?
- Bd. 13: Ibn Iyas: Alltagsnotizen eines ägyptischen Bürgers. 1985. ISBN 3-522-62130-1